# بيرك إسماعيل أونسال
بيرك إسماعيل أونسال (بالتركية: Berk İsmail Ünsal)‏ هو لاعب كرة قدم تركي في مركز الهجوم، ولد في 6 أغسطس 1994 في إسطنبول في تركيا. شارك مع منتخب تركيا تحت 17 سنة لكرة القدم ومنتخب تركيا تحت 19 سنة لكرة القدم ومنتخب تركيا تحت 20 سنة لكرة القدم. أما مع النوادي، فقد لعب مع أنطاليا سبور وغلطة سراي وغيرسون سبور.

## وصلات خارجية
- بيرك إسماعيل أونسال على موقع الاتحاد الأوربي (الإنجليزية)
- بيرك إسماعيل أونسال على موقع اتحاد تركيا (لاعب) (الإنجليزية)
- بيرك إسماعيل أونسال على موقع قاعدة بيانات كرة القدم.إي يو (الإنجليزية)
- بيرك إسماعيل أونسال على موقع عالم كرة القدم.نت (الإنجليزية)